# Aaron Antonovsky
Aaron Antonovsky (* 19. Dezember 1923 in Brooklyn, New York City; † 7. Juli 1994 in Beʾer Scheva, Israel) war ein israelisch-amerikanischer Soziologe und Professor der Soziologie. Er wird als der „Vater der Salutogenese“, eines Gesundheit definierenden Konzepts, betrachtet.

## Werdegang
Antonovsky diente im Zweiten Weltkrieg in der US-Armee. Nach seinem Militärdienst studierte er Soziologie und erwarb einen Doktorgrad in diesem Fach. Mit seiner Frau Helen emigrierte er 1960 nach Jerusalem, Israel.
Während seiner Zeit am Applied Social Research Institute beschäftigte sich Antonovsky mit Studien von Frauen, die in Mitteleuropa zwischen 1914 und 1923 geboren wurden. Einige von ihnen waren Überlebende aus Konzentrationslagern. Dabei fiel ihm auf, dass 29 % der ehemals internierten Frauen sich trotz der extremen Stressoren, denen sie während ihres Lebens ausgesetzt waren, in einem guten mentalen Zustand sahen. Dies führte ihn zu der Fragestellung, was Menschen gesund hält, aus der letztlich das Konzept der Salutogenese hervorging. Das Konzept der Salutogenese entwickelte Antonovsky während der 1970er Jahre und erregte 1979 große Aufmerksamkeit mit der Veröffentlichung seines Buches Health, stress, and coping.

## Salutogenese
Der salutogenetische Ansatz, nach dem Gesundheit kein passiver Gleichgewichtszustand (Homöostase), sondern ein aktives Geschehen (Heterostase) ist, beschäftigt sich ganz im Gegensatz zur Pathogenese nicht mit der Frage „Warum wird der Mensch krank“, sondern eben mit der Fragestellung: „Was hält ihn gesund.“ Gerade am Anfang seiner Forschung stand Antonovsky in der akademischen Welt mit seinem Ansatz ziemlich alleine da. Doch Antonovsky bzw. die Salutogenese schließt die Pathogenese grundsätzlich nicht aus, sondern bedient sich ihrer genau so als Ressource für die Gesundheit.
Für Antonovsky bewegt sich der Mensch ständig auf einem Kontinuum zwischen den Extrempolen völlige Gesundheit und Krankheit. Damit sich das Verhältnis beider Variablen im Gleichgewicht befindet oder vielleicht sogar mehr Richtung „Gesundheit“ ausschlägt, nutzt er verschiedene, ihm zur Verfügung stehende Ressourcen. So definierte Antonovsky den Begriff des „Sense of Coherence“ (SOC), zu Deutsch „Kohärenzsinn“, welcher die Fähigkeit eines Menschen beschreibt, die ihm gebotenen Ressourcen zu nutzen, um sich gesund zu halten. Diese Ressourcen können je nach sozialem Umfeld und Umwelt ganz unterschiedlich sein. Nun kommt nach Antonovsky der SOC ins Spiel, denn es stellt sich nun die Frage, warum zwei Menschen, die dem gleichen Stress ausgesetzt sind und dieselben Ressourcen zur Verfügung haben, dennoch so grundsätzlich verschieden reagieren. Eine Person wird krank, die andere bleibt gesund. Das schließt Antonovsky auf den unterschiedlich stark ausgeprägten SOC beider Personen.
Antonovsky bezog sich in seiner Forschung im Speziellen auf die psychosomatische und psychosoziale Ebene. Im Laufe der Jahrzehnte wurde der Ansatz von Antonovsky immer vielseitiger und von vielen Professoren aufgegriffen. So ist die Salutogenese mittlerweile ein fixer Bestandteil vieler Fachbereiche wie Soziologie, Psychologie, der Gesundheits- und Sportwissenschaften.

## Ehrung
Seit dem Sommer 2020 trägt ein Hörsaal des Departements Gesundheit der Zürcher Hochschule für Angewandte Wissenschaften den Namen Aaron Antonovsky.

## Schriften (Auswahl)
- Health, stress, and coping. Jossey-Bass, San Francisco CA u. a. 1979, ISBN 0-87589-412-7.
- Unraveling the mystery of health. How people manage stress and stay well. Jossey-Bass, San Francisco CA u. a. 1987, ISBN 1-55542-028-1 (deutsch: Salutogenese. Zur Entmystifizierung der Gesundheit (= Forum für Verhaltenstherapie und psychosoziale Praxis. 36). Deutsche erweiterte Ausgabe von Alexa Franke. dgvt-Verlag, Tübingen 1997, ISBN 3-87159-136-X).